# توالد تعرسي
التوالد التعرسي أو تكون الأعراس أو  تناسل مشيجي(بالإنجليزية: gametogony)‏ هي مرحلة تكوين الأمشاج في دورة حياة معقدات القمة.
هذه الأمشاج تكون ذكرية وأنثوية والتي تندمج لاحقا لتكوين البويضة المخصبة.